# Allomycterus pilatus
Allomycterus pilatus és una espècie de peix de la família dels diodòntids i de l'ordre dels tetraodontiformes.

## Morfologia
- Els mascles poden assolir 50 cm de longitud total.[2][3]

## Hàbitat
És un peix marí, de clima temperat i demersal que viu entre 40-270 m de fondària.

## Distribució geogràfica
Es troba al sud d'Austràlia: des d'Austràlia Meridional fins a Nova Gal·les del Sud i Tasmània.

## Observacions
És capaç d'inflar el seu cos per la succió d'aire o aigua.